# Bạo loạn Koza
Bạo loạn Koza (コザ暴動 Koza bōdō) là một phần biểu tình bạo lực chống quân đội Hoa Kỳ tại Okinawa, xảy ra vào đêm ngày 20 tháng 12 năm 1970. Khoảng 5.000 người dân Okinawa đã đụng độ với khoảng 700 nghị sĩ Hoa Kỳ trong một sự kiện được coi là biểu tượng cho sự phẫn nộ của người dân Okinawa trong 25 năm chiếm đóng của quân đội Hoa Kỳ.
Hậu quả cuộc bạo loạn khiến ít nhất 60 quân nhân Mỹ và 27 người dân Okinawa bị thương, 82 người bị bắt giữ, khoảng 80 ô tô bị đốt cháy, một số tòa nhà tại Căn cứ Không quân Kadena bị thiệt hại nặng.